# Lirceus fontinalis
Lirceus fontinalis là một loài chân đều trong họ Asellidae. Loài này được Rafinesque-Schmaltz miêu tả khoa học năm 1820.